# فرودگاه کاسابونیکا
فرودگاه کاسابونیکا (به انگلیسی: Kasabonika Airport) یک فرودگاه تعطیل با کد یاتا XKS است که یک باند فرود شن دارد و طول باند آن ۱۰۷۳ متر است. این فرودگاه در کشور کانادا قرار دارد و در ارتفاع ۲۰۵ متری از سطح دریا واقع شده است.